# Melolobium macrocalyx
Melolobium macrocalyx es una especie de planta floral del género Melolobium, tribu Genisteae, familia Fabaceae.

## Distribución
Se distribuye por Botsuana, provincias del Cabo y Namibia.

## Taxonomía
Fue descrita por Dümmer y publicada en Bulletin of Miscellaneous Information Kew 1912: 227 (1912).